# Giulio Goffrini
Giulio Goffrini (fl. XX secolo) è stato un calciatore italiano, di ruolo difensore.

## Carriera
Nella Cremonese disputa 4 gare in massima serie nella stagione 1927-1928 e quattro partite di Coppa Coni.